# مارتی بلین
مارتی بَلین (به انگلیسی: Marty Balin) زادهٔ ۳۰ ژانویهٔ ۱۹۴۲ - درگذشته ۲۷ سپتامبر ۲۰۱۸ خواننده، ترانه‌سرا و موسیقی‌دان اهل ایالات متحده آمریکا است. او پایه‌گذار و یکی از خوانندگان اصلی گروه‌های سایکدلیک راک جفرسن ایرپلین و جفرسون استارشیپ است.